# 2021–22年荷蘭盃
2021–22年荷蘭盃（荷蘭語：KNVB beker 2021/22）是第104屆荷蘭國內年度足協盃。阿積士為應屆冠軍。該屆荷蘭杯於2021年8月14日至2022年4月17日舉行。決賽在鹿特丹的飛燕諾球場舉行。